# Jersey Express S.C.
Jersey Express S.C., anteriormente conhecida como Newark Ironbound Express, é uma agremiação esportiva da cidade de Newark, Nova Jersey. Atualmente disputa a Premier Development League.

## História
Fundada em 2007 como Newark Ironbound Express, a equipe disputou naquele mesmo ano sua primeira temporada na Premier Development League. Sua primeira partida oficial foi contra o New Jersey Rangers, com vitória por 4x1.
O time mudou de nome para o atual no dia 6 de janeiro de 2011.

## Estatísticas

### Participações
|  | Participações em 2017 |

| Competição     | Competição               | Temporadas | Melhor campanha            | Estreia | Última | P | R |
| Estados Unidos | Lamar Hunt U.S. Open Cup | 3          | Terceira Fase (2015, 2016) | 2014    | 2016   |   | – |